# Bailey-Borwein-Plouffe-Formel
In der Mathematik bezeichnet die Bailey-Borwein-Plouffe-Formel (BBP-Formel) eine 1995 vom kanadischen Mathematiker Simon Plouffe entdeckte Summenformel zur Berechnung der Kreiszahl {\displaystyle \pi }.
Die von Plouffe entdeckte Reihe für {\displaystyle \pi } ist:
{\displaystyle \pi =\sum _{k=0}^{\infty }{\frac {1}{16^{k}}}\left({\frac {4}{8k+1}}-{\frac {2}{8k+4}}-{\frac {1}{8k+5}}-{\frac {1}{8k+6}}\right)}
Die Formel ist nach den Autoren David H. Bailey, Peter Borwein und Simon Plouffe des Zeitschriftenartikels benannt, in dem sie erstmals veröffentlicht wurde. Das Erstaunliche an dieser speziellen Formel ist, dass man daraus mit ein wenig Umstellen einen Algorithmus ableiten kann, der eine beliebige Ziffer der Darstellung von {\displaystyle \pi } im Hexadezimalsystem ohne Berechnung der vorherigen Ziffern ermittelt (Ziffer-Extraktion).

## Polylogarithmische Konstante
Seit Plouffes Entdeckung wurden viele ähnliche Formeln der Gestalt
{\displaystyle \alpha =\sum _{k=0}^{\infty }{\frac {p(k)}{b^{k}q(k)}}}
entdeckt, die sich zu anderen fundamentalen mathematischen Konstanten (in der Darstellung zur Basis {\displaystyle b}) aufsummieren, wie z. B. zu den polylogarithmischen Konstanten {\displaystyle \pi ^{2},\zeta (3)} und zur Catalanschen Konstanten {\displaystyle G}. Man bezeichnet diese Formeln als BBP-Reihen zur Basis {\displaystyle b}. Die Frage, zu welchen mathematischen Konstanten BBP-Reihen existieren, ist bislang unbeantwortet.
Zu folgenden Primzahlen {\displaystyle p} existiert für {\displaystyle \log \,p} eine BBP-Reihe:
2, 3, 5, 7, 11, 13, 17, 19, 29, 31, 37, 41, 43, 61, 73, 109, 113, 127, 151, 241, 257, 331, 337, 397, 683, 1321, 1429, 1613, 2113, 2731, 5419, 8191, 14449, 26317, 38737, 43691, 61681, 65537, 87211, 131071, 174763, 246241, 262657, 268501, 279073, 312709, …
23, 47, 53 und 59 sind die kleinsten Primzahlen, die in dieser Liste fehlen. Es ist jedoch unbewiesen, ob zu {\displaystyle \log 23} tatsächlich keine BBP-Reihe existiert.
Vermutlich gibt es für Quadratwurzeln {\displaystyle {\sqrt {2}},{\sqrt {3}},{\sqrt {5}},\dotsc }, die Eulersche Zahl {\displaystyle e} und die Eulersche Konstante {\displaystyle \gamma } keine BBP-Reihe, da das (vermutlich) keine polylogarithmischen Konstanten sind.

## BBP-Algorithmus
An einem Beispiel soll gezeigt werden, wie man die Ziffern einer Zahlendarstellung erhält. So bekommt man z. B. die 4. dezimale Nachkommastelle von {\displaystyle \pi } durch
| - Multiplikation mit {\displaystyle 10^{3}} … | {\displaystyle 10^{3}\pi =3141{,}5926\ldots }                         |
| - Wegschneiden des ganzzahligen Teils …       | {\displaystyle 10^{3}\pi \,{\bmod {\,}}1=0{,}5926\ldots }             |
| - Multiplikation mit {\displaystyle 10} …     | {\displaystyle (10^{3}\pi \,{\bmod {\,}}1)\cdot 10=5{,}926\ldots }    |
| - und Wegschneiden des gebrochenen Teils …    | {\displaystyle \lfloor (10^{3}\pi \,{\bmod {\,}}1)\cdot 10\rfloor =5} |

wobei zur Notation der Modulo-Operator und die Gauß-Klammer verwendet werden.
Analog ergibt sich die {\displaystyle n}-te Stelle der Hexadezimaldarstellung {\displaystyle \sum _{k=0}^{\infty }{\frac {z_{k}}{16^{k}}}} von {\displaystyle \pi } zu
{\displaystyle z_{n}=\lfloor (16^{n-1}\pi \,{\bmod {\,}}1)\cdot 16\rfloor .}
Multiplikation der Plouffe-Formel mit {\displaystyle 16^{n-1}} ergibt nach Unterteilung in vier Terme
{\displaystyle 16^{n-1}\pi =4\sigma _{1}-2\sigma _{4}-\sigma _{5}-\sigma _{6}\quad {\text{ mit }}\quad \sigma _{t}=\sum _{k=0}^{\infty }{\frac {16^{n-k-1}}{8k+t}}.}
Da im Ausdruck für {\displaystyle z_{n}} nur der gebrochene Teil von {\displaystyle 16^{n-1}\pi } eingeht, kann man bei der Berechnung der vier {\displaystyle \sigma _{t}} einen ganzzahligen Teil von den ersten {\displaystyle n} Summanden entfernen, um die Größe der Zwischenergebnisse zu begrenzen. Das erreicht man durch Anwendung des Operators {\displaystyle {\bmod {(}}8k+t)} auf den Zähler. Die restlichen Summanden mit {\textstyle k\geq n\gg 1} haben keinen ganzzahligen Teil.
Damit erhält man (unter Verwendung des Zeichens {\displaystyle \equiv } für Kongruenz):
{\displaystyle \sigma _{t}\;\equiv \;\sigma '_{t}=\sum _{k=0}^{n-1}{\frac {16^{n-k-1}{\bmod {(}}8k+t)}{8k+t}}+\sum _{k=n}^{\infty }{\frac {16^{n-k-1}}{8k+t}}{\pmod {1}}}.
Die diskrete Exponentialfunktion im Zähler der ersten Summe kann man mit der binären Exponentiation effizient berechnen, wobei die Zwischenergebnisse kleiner als {\displaystyle 64n^{2}} bleiben. Damit gilt
{\displaystyle 16^{n-1}\pi \equiv 4\sigma '_{1}-2\sigma '_{4}-\sigma '_{5}-\sigma '_{6}{\pmod {1}}}.
Da die {\displaystyle \sigma '_{t}} und ihre Linearkombination noch einen ganzzahligen Teil enthalten können, muss dieser noch entfernt werden. Somit ist
{\displaystyle z_{n}=\lfloor ((4\sigma '_{1}-2\sigma '_{4}-\sigma '_{5}-\sigma '_{6})\,{\bmod {\,}}1)\cdot 16\rfloor .}

## Vorteile des BBP-Algorithmus
Diese Methode, nur die gerade benötigte Stelle von {\displaystyle \pi } zu extrahieren, erspart den Speicherplatz für die vorherigen Stellen. Weiter kann man einfachere Datentypen für die Speicherung der gewonnenen Stellen verwenden, die wiederum auch kürzere Zugriffszeiten haben, was den Algorithmus letztlich schneller macht. Daher hat diese Methode in vielen Anwendungen alle vorherigen Algorithmen zur Berechnung von {\displaystyle \pi } (die größere und komplexere Datentypen benötigten) überflüssig gemacht.

## Bellard-Formel
Fabrice Bellard entdeckte diese ähnliche Formel 1997. Sie ist etwa 43 % schneller als BBP:
{\displaystyle \pi =\sum _{k=0}^{\infty }{\frac {(-1)^{k}}{2^{10k+6}}}\,\left({\frac {2^{8}}{10k+1}}-{\frac {2^{6}}{10k+3}}-{\frac {2^{5}}{4k+1}}-{\frac {2^{2}}{10k+5}}-{\frac {2^{2}}{10k+7}}+{\frac {1}{10k+9}}-{\frac {1}{4k+3}}\right)}.